# Boesenbergia plicata
Boesenbergia plicata là một loài thực vật có hoa trong họ Gừng. Loài này được (Ridl.) Holttum mô tả khoa học đầu tiên năm 1950.